# Anisocyrta microchora
Anisocyrta microchora är en stekelart som beskrevs av Van Achterberg 1986. Anisocyrta microchora ingår i släktet Anisocyrta och familjen bracksteklar. Arten är reproducerande i Sverige. Inga underarter finns listade i Catalogue of Life.